# هيلغا هاهنيمان
هيلغا هاهنيمان (بالألمانية: Helga Hahnemann)‏ (و. 1937 – 1991 م) هي ممثلة صوت، ومقدمة برامج إذاعية، ومغنية، وممثلة أفلام، وممثلة تلفزيونية، وممثلة مسرحية، وممثلة هزلية، وترفيهية، وفنانة ملاهي، ومقدمة تلفزيونية من ألمانيا، وألمانيا الشرقية، وألمانيا النازية، ولدت في برلين، توفيت في برلين، عن عمر يناهز 54 عاماً.

## جوائز
حصلت على جوائز منها:
- الجائزة الوطنية لجمهورية ألمانيا الديمقراطية (1987)
- جائزة الجمهورية الديمقراطية الألمانية للفنون (1982).

## وصلات خارجية
- هيلغا هاهنيمان على موقع IMDb (الإنجليزية)
- هيلغا هاهنيمان على موقع ميوزك برينز (الإنجليزية)
- هيلغا هاهنيمان على موقع ديسكوغز (الإنجليزية)
- هيلغا هاهنيمان على موقع قاعدة بيانات الفيلم (الإنجليزية)
- هيلغا هاهنيمان على موقع كينوبويسك (الروسية)

- هيلغا هاهنيمان في قاعدة بيانات الأفلام على الإنترنت